# Боббі (фільм, 2006)
«Боббі» (англ. Bobby) — американський фільм-драма 2006 року, знятий режисером Еміліо Естевесом за власним сценарієм.

## Зміст
1968 рік. Готель Амбассадор. Незабаром тут має статися вбивство Роберта Ф. Кеннеді. Але поки про це ніхто не знає. Безліч постояльців і службовців готелю зайняті кожен своїми особистими проблемами, і здається, що їх життєві шляхи, навіть в цьому замкнутому просторі, ніколи не перетнуться. Але так лише здається і попереду численних героїв, які мимоволі стануть учасниками трагедії, що насувається, чекає немало відкриттів і дивних зустрічей.

## Ролі
| Актор                 | Роль             |
| --------------------- | ---------------- |
| Гаррі Белафонте       | Нельсон          |
| Джой Браянт           | Патриція         |
| Нік Кеннон            | Дуейн            |
| Еміліо Естевес        | Тім Феллон       |
| Лоуренс Фішборн       | Едвард Робінсон  |
| Ентоні Хопкінс        | Джон Кейсі       |
| Гелен Гант            | Саманта          |
| Шерон Стоун           | Міріем Ебберз    |
| Ліндсі Лоан           | Діана Говсер     |
| Демі Мур              | Вірджинія Феллон |
| Гізер Грем            | Анджела          |
| Джошуа Джексон        | Уейд             |
| Мартін Шин            | Джек             |
| Ештон Кутчер          | Фішер            |
| Крістіан Слейтер      | Тіммонс          |
| Елайджа Вуд           | Вільям           |
| Фредді Родрігес       | Хосе             |
| Шая Лабаф             | Купер            |
| Мері Елізабет Вінстед | Сьюзен Тейлор    |